# Betting
Betting è un comune francese di 922 abitanti situato nel dipartimento della Mosella nella regione del Grand Est.
Il comune si è chiamato Betting-lès-Saint-Avold fino al 12 settembre 2005.

## Società

### Evoluzione demografica
Abitanti censiti